# Hyphessobrycon roseus
Hyphessobrycon roseus är en fiskart som först beskrevs av Géry, 1960.  Hyphessobrycon roseus ingår i släktet Hyphessobrycon och familjen Characidae. Inga underarter finns listade i Catalogue of Life.